# Franz Richard Behrens
Franz Richard Behrens (* 5. März 1895 in Brachwitz (Wettin-Löbejün); † Mai 1977 in Ost-Berlin) war ein deutscher Dichter des Expressionismus. Er arbeitete auch als Drehbuchautor und Journalist unter dem Pseudonym Erwin Gepard sowie als Sportjournalist unter dem Pseudonym Peter Mohr.

## Leben
Behrens wuchs in Berlin und Essen auf, besuchte von 1909 bis 1911 die Präparandenanstalt in Schildesche bei Bielefeld und beendete seine Ausbildung zum Lehrer von 1911 bis 1914 in den Seminaren in Essen-West und Hattingen-Ruhr. Sein Vater, der nationalkonservative Reichstagsabgeordnete Franz Behrens, unterstützte diese Berufswahl, den künstlerischen Ambitionen stand er jedoch skeptisch gegenüber. Behrens hat nie als Lehrer gearbeitet, sondern meldete sich direkt nach Abschluss des Seminars mit dem Ausbruch des Ersten Weltkriegs freiwillig zum Frontdienst. Als Soldat einer Flak-Einheit war er zunächst an der Ost- und später auch an der Westfront in Einsatz.
Im Februar 1916 debütierte Behrens in Herwarth Waldens Zeitschrift Der Sturm mit dem Gedicht Expressionist Artillerist. Von 1917 bis 1925 war Behrens Mitarbeiter des Sturm und veröffentlichte dort, ebenso wie in Franz Pfemferts Aktion, einzelne Gedichte und Prosatexte. Behrens war nur locker mit den Dichtern des Sturm-Kreises verbunden, am ehesten noch mit Kurt Heynicke. Als künstlerische Vorbilder Behrens' kann neben Arno Holz vor allem der 1915 gefallene August Stramm gelten. Behrens' erster Gedichtband, Blutblüte, erschien 1917 im Verlag Der Sturm (Berlin). Blutblüte blieb die einzige selbständige literarische Veröffentlichung Behrens'.
Nach dem Ersten Weltkrieg arbeitete er kurzzeitig als Redakteur bei der Deutschen Allgemeinen Zeitung, ehe er Dramaturg bei der Berliner Filmgesellschaft Art-Film wurde. Er schrieb neben Gedichten das Drehbuch zu Svend Gades Film Hamlet mit Asta Nielsen und Sportreportagen für die Kölnische Zeitung und Kolumnen für die Münchner Zeitschrift Fußball. 1923 bis 1935 war Behrens Lokalredakteur für Film, Theater, Schallplatten und Sport der Berliner Tageszeitung Der Deutsche. Ab 1939 schrieb er unter dem Pseudonym Peter Mohr eine Kolumne im Kicker, in der er unter anderem Goebbels' Sportpalastrede als „große Rede“ bezeichnete und über den „Machtdurst der Juden“ hetzte. Von 1945 bis 1961 schrieb er unter dem Pseudonym Peter Mohr wöchentliche Sportkolumnen für die Westberliner Zeitung Der Abend.
Auf Behrens scheint der heute etablierte Begriff Lautgedicht zurückzugehen; jedenfalls findet sich bei diesem Dichter 1916 die erste Erwähnung.
Sein Gedicht Oppauammoniak entstand nach der Explosion des Oppauer Stickstoffwerkes.
Franz Richard Behrens ist der ältere Bruder von Herbert Behrens-Hangeler.

## Ausgaben
- Blutblüte. Die gesammelten Gedichte, Werkausgabe Band 1, herausgegeben von Gerhard Rühm. edition text + kritik, München 1979, ISBN 3-88377-038-8.
- Geflügelte Granaten. Gedichte Gedanken, Sportstrophen, Kriegsberichte, Feldtagebücher, Werkausgabe Band 2, herausgegeben von Gerhard Rühm und Monika Lichtenfeld. München: edition text + kritik, München 1995, ISBN 3-88377-507-X.
- Todlob. Feldtagebuchgedichte 1915/16, Werkausgabe Band 3, herausgegeben von Michael Lentz. edition text + kritik, München 2012, ISBN 978-3-86916-166-2.
- Mein bester Freund – Hamlet. Drehbücher, Kinotexte, Filmkritiken, Werkausgabe Band 4, herausgegeben von Gerhard Rühm und Monika Lichtenfeld. edition text + kritik, München 2012, ISBN 978-3-86916-167-9.
- Erschossenes Licht. Ausgewählte Gedichte, herausgegeben von Michael Lentz. hochroth Verlag, Wiesenburg 2015, ISBN 978-3-902871-63-3.